# Darren Criss
Darren Everett Criss (San Francisco, 5 febbraio 1987) è un attore, cantautore e doppiatore statunitense.
Salito alla ribalta grazie al ruolo di Blaine Anderson nella serie televisiva Glee, nel 2018 ha ricevuto il plauso della critica per l'interpretazione di Andrew Cunanan nella seconda stagione di American Crime Story, per cui ha vinto molti dei principali premi statunitensi per la recitazione: un Emmy Award, un Golden Globe, un Critics' Choice Award e uno Screen Actors Guild Award. Attivo anche in campo teatrale, nel 2025 ha vinto due Tony Awards rispettivamente come miglior attore protagonista in un musical e miglior musical per aver recitato e prodotto Maybe Happy Ending a Broadway. Come artista musicale ha fatto parte di diversi gruppi e pubblicato il suo primo album da solista nel 2021.

## Biografia
È nato a San Francisco, in California, figlio di Cerina e Charles William Criss, di origini italiane e irlandesi. Sua madre, nata in Italia, è di origini filippine; mentre suo padre, nato a Pittsburgh in Pennsylvania, è di origini irlandesi. Ha un fratello maggiore, Charles "Chuck" Criss, membro della band Freelance Whales. Dal 1988 al 1992 la famiglia ha vissuto ad Honolulu, nelle Hawaii, dove Criss senior ha lavorato come CEO per la East West Bank. Nel 1992 la famiglia ritorna a San Francisco. All'età di cinque anni inizia a studiare violino, negli anni ha poi imparato a suonare una serie di strumenti tra i quali la chitarra, il pianoforte, il mandolino, la batteria e il violoncello. Ha anche suonato la batteria in una banda con suo fratello Chuck, finché questi non si è trasferito a New York per intraprendere la carriera di musicista.
Ha frequentato, insieme al fratello, la Stuart Hall for Boys e successivamente il Saint Ignatius College Preparatory. Nel 2009 si laurea in "Fine Arts and Theater Performance" presso l'Università del Michigan.

## Carriera

### Gli inizi
Ha debuttato a 10 anni in una produzione del musical Fanny, nel ruolo di Cesario. Nei due anni successivi ha interpretato il ruolo di Vito nel musical Do I Hear a Waltz? e il ruolo di Beauregard Calhoun nel musical Babes in Arms.
Negli anni passati presso l'Università del Michigan ha partecipato a numerose produzioni, come Orgoglio e pregiudizio, The Last Days of Judas Iscariot, A Few Good Men e The Cripple of Inishmaan. Nella primavera del 2008 ha vissuto per un semestre in Italia, ad Arezzo, dove frequentava l'Accademia dell'Arte, mentre nello stesso anno viene prodotto un video musicale dei Montgomery Gentry, Roll With Me, in cui Darren ricopre il ruolo di un militare dell'esercito americano.
È uno dei fondatori, insieme ad alcuni colleghi, della compagnia teatrale StarKid Productions, attraverso la quale ha finora prodotto sette musical: A Very Potter Musical, A Very Potter Sequel, A Very Potter Senior Year, Me and My Dick, Starship, Holy Musical B@man! e Twisted. Nel 2009 ha recitato in cinque episodi della serie Eastwick, mentre nel 2010 ha preso parte ad un episodio di Cold Case.

### Gleee il successo

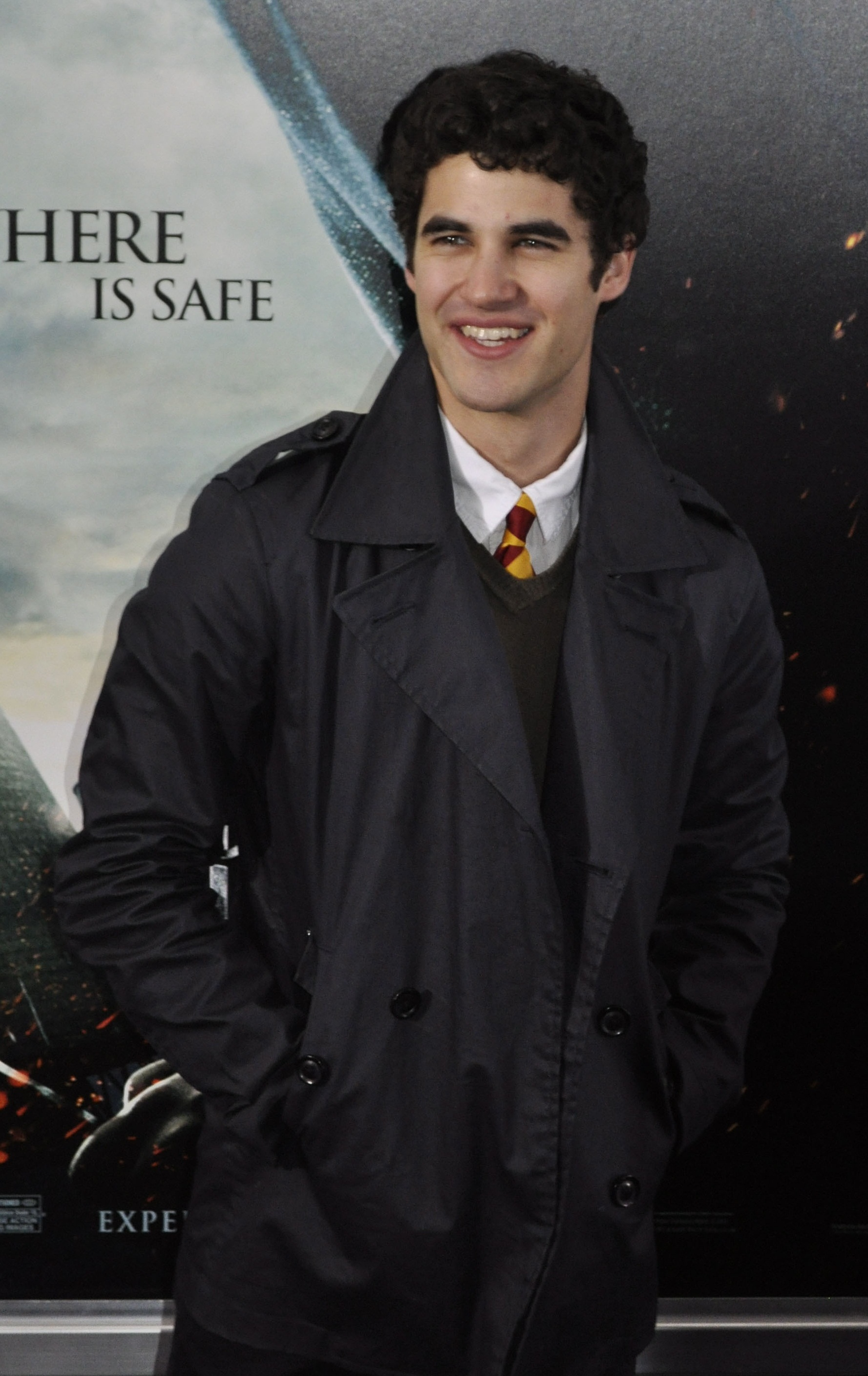
Darren Criss alla première del film Harry Potter e i doni della morte all'Alice Tully Center, New York, novembre 2010

Alla fine del 2010 esordisce nella serie televisiva musicale Glee, interpretando il ruolo di Blaine Anderson, grazie al quale, sin dalla sua prima apparizione, raggiunge una notevole popolarità, tanto che la sua cover di Teenage Dream esordisce all'ottava posizione nella Billboard Hot 100. Il suo personaggio in Glee ha prodotto un così notevole successo da meritare la produzione di una raccolta di canzoni interpretate nello show: Glee: The Music presents The Warblers. Nel 2010 viene pubblicato il suo EP Human. Nel 2011 recita una parte nel video di Last Friday Night (T.G.I.F.) di Katy Perry. In occasione dei Teen Choice Awards ha ricevuto il premio, come rivelazione dell'anno (Breakout Star). Nel 2012 venne nominato dalla rivista People “Sexiest man alive”.
Il suo personaggio è stato così ben interpretato che moltissimi fan hanno iniziato a pensare che tra Darren Criss e Chris Colfer (suo fidanzato nella serie tv) ci fosse sul serio qualcosa, è nata infatti una ship chiamata Crisscolfer. Ancora oggi sono innumerevoli le foto, le fanfiction e i video caricati online che trattano questa coppia.

### Broadway e altri lavori
Nel gennaio del 2012 ha debuttato a Broadway nel musical How to Succeed in Business Without Really Trying interpretando, per tre settimane, il ruolo di J. Pierrepont Finch, precedentemente impersonato da Daniel Radcliffe. Interpretando questo ruolo vinse il Broadway.com Award come Migliore Sostituto (Best Replacement), battendo il record di incassi degli 11 mesi del musical, per un totale di 4 milioni di dollari. Infine è stato sostituito da Nick Jonas.
Nel mese di giugno 2012 ha cantato per il presidente degli Stati Uniti, Barack Obama, mentre a settembre 2012 ha debuttato nella commedia Imogene - Le disavventure di una newyorkese.
Nell'estate del 2013 ha partecipato al tour Listen Up Tour per gli Stati Uniti. L'11 agosto 2013 invece ha presentato i Teen Choice Awards 2013 assieme a Lucy Hale. Sempre nell'agosto 2013 venne pubblicato il video musicale dei Capital Cities Kangaroo Court.
Il 21 aprile del 2014, Criss è protagonista del video musicale di Already Home, degli A Great Big World. Darren presta la voce al personaggio di Sutemaru nel film d'animazione La storia della Principessa Splendente, film nel 2015 candidato agli Oscar. Nel corso della sesta stagione di Glee compone musica e testo di due canzoni originali, Rise e This Time. Quest'ultimo gli vale una candidatura al Premio Emmy 2015 come migliore canzone originale e una vittoria agli Hollywood Music in Media Awards. Darren presta anche la voce al personaggio di Sideswipe nella serie animata Transformers: Robots in Disguise. 

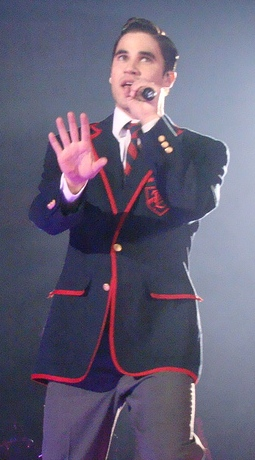
Darren Criss durante il Glee Tour

Dal 29 aprile al 19 luglio del 2015 torna a Broadway come protagonista nel musical Hedwig and the Angry Inch. Interpretando questo ruolo ha vinto il Broadway.com Award come Best Replacement. Il 7 giugno 2015 presenta il red carpet dei Tony Awards assieme a Laura Osnes. Il 24 luglio 2015 è stato ospite al Giffoni Film Festival. Nell'estate del 2015 gira in Italia il film Smitten, del regista premio Oscar Barry Morrow che è uscito nelle sale nel 2016. A settembre del 2015 è il creatore, produttore e performer del Elsie Festival, un festival musicale annuale nella città di New York con esibizioni prevalentemente tratte dai musical di Broadway. Nel 2015 prende parte ad alcuni episodi della quinta stagione di American Horror Story, di Ryan Murphy. Nel 2017 interpreta il ruolo di Music Meister nel sedicesimo episodio della seconda stagione di Supergirl e nel diciassettesimo episodio della terza stagione di The Flash. Nello stesso anno decide di creare una nuova band, Computer Games, insieme al fratello Charles. Nel 2018 è protagonista della seconda stagione di American Crime Story, dal sottotitolo L'assassinio di Gianni Versace, nei panni del serial killer Andrew Cunanan. Sempre nel 2018 parte per un tour con Lea Michele intitolato The LM/DC Tour.
A maggio 2020 ha preso parte alla nuova serie tv targata Ryan Murphy, Hollywood, dove interpreta il ruolo del regista Raymond Ainsley e svolge il ruolo di produttore esecutivo e viene mandata in onda sulla piattaforma Netflix. Successivamente ha lavorato per una serie tv tutta sua, Royalties, in cui canta e compone brani musicali da protagonista e di cui è produttore. Lo show è un musical incentrato sulla figura di due musicisti, insieme alla vita personale e lavorativa di questi si raccontano i retroscena dei più importanti e storici successi musicali, in onda su Quibi.
Nell'aprile 2021 pubblica il singolo F*kn Around annunciandolo come primo singolo estratto dall’EP Masquerade. Dopo aver pubblicato altri singoli, il 20 agosto è disponibile su tutte le piattaforme digitali il suo EP intitolato Masquerade.
Nell'autunno dello stesso anno appare nello speciale di Halloween di Disney+, Muppets Haunted Mansion.
L'8 ottobre 2021 pubblica il suo primo album natalizio, intitolato A Very Darren Crissmas.
Nel 2022 recita nella produzione di Broadway del dramma di David Mamet "American Buffalo".
Nel giugno dello stesso anno conduce il pre show dei Tony Awards "Act One" insieme a Julianne Hough.
A settembre del 2022 apre il concerto del gruppo polifonico Pentatonix all'Hollywood Bowl.
Da luglio a settembre 2023 realizza un tour tra USA, Messico e Australia.
Nel novembre seguente va a Londra per qualche data live al London Palladium.
Nell'inverno dello stesso anno compie il tour "A very Darren Crissmas 2023" negli Stati Uniti.
Nel 2024 prende parte al progetto del musical off-Broadway "Little shop of horror" al Westside theatre.
Nello stesso anno annuncia il ritorno a Broadway con la produzione del nuovo musical "Maybe Happy Ending" al Belasco Theatre nel quale prende parte anche come attore coprotagonista nei panni di Oliver.
A settembre conduce e organizza la nuova Edizione dell'Elsie Fest Broadway music festival a Central Park.
Nel 2025, annuncia il proseguimento del suo lavoro come attore nel musical "Maybe Happy Ending" fino alla fine dell'estate.
A giugno 2025 conduce di nuovo il pre show dei Tony Awards "Act One" e vince 2 Tony Awards per il musical "Maybe Happy Ending".

## Vita privata
Il 20 gennaio 2018 Darren annuncia il fidanzamento con Mia Swier, sua ragazza da 7 anni e mezzo. I due si sposano il 16 febbraio 2019 a New Orleans, Louisiana con un evento incredibile e stravagante.
Nel 2020 suo padre Charles William viene a mancare e solo due anni dopo, il 2 marzo 2022, tramite post social, Darren Criss ha annunciato la prematura morte di suo fratello maggiore Chuck. 
L'11 aprile 2022 annuncia, tramite un post su Instagram, la nascita della prima figlia Bluesy Bell Criss.
Nel giugno del 2024 annuncia la nascita del loro secondogenito Brother Laszlo Criss.

## Filmografia

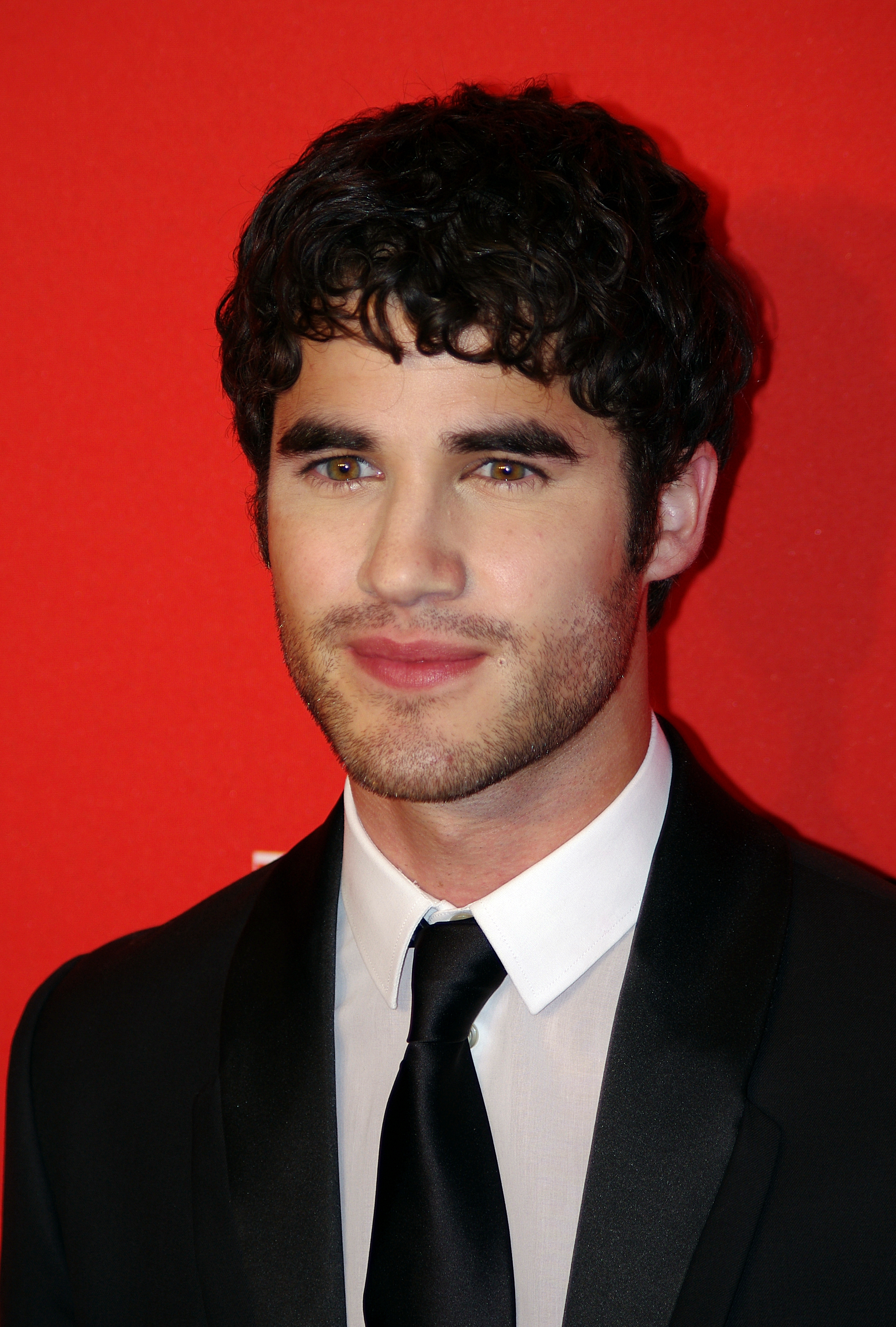
Darren Criss al Time 100 Gala 2011

### Cinema
- Glee: The 3D Concert Movie, regia di Kevin Tancharoen (2011)
- Imogene - Le disavventure di una newyorkese (Girl Most Likely), regia di Shari Springer Berman e Robert Pulcini (2012)
- Midway, regia di Roland Emmerich (2019)

### Cortometraggi
- I Adora You, regia di Samuel Kiehoon (2005)
- Walker Phillis, regia di Victor Solomon (2009)
- Wrestling Isn't Wrestling, regia di Max Landis (2015)

### Televisione
- Eastwick – serie TV, 5 episodi (2009)
- Little White Lie – webserie, 8 episodi (2009)
- Cold Case - Delitti irrisolti (Cold Case) – serie TV, episodio 7x20 (2010)
- Glee – serie TV, 88 episodi (2010-2015)
- The Glee Project – programma televisivo, episodi 1x01, 1x05, 2x09, 2x11 (2011-2012)
- Web Therapy – serie TV, episodi 3x06-3x07 (2013)
- Teen Choice Awards 2013 – speciale TV, conduttore (2013)
- Six by Sondheim, regia di James Lapine – docufilm TV (2013)
- American Horror Story – serie TV, episodi 5x05-5x06 (2015)
- Hairspray Live!, regia di Kenny Leon e Alex Rudzinski – film TV (2016)
- Supergirl – serie TV, episodio 2x16 (2017)
- The Flash – serie TV, episodio 3x17 (2017)
- L'assassinio di Gianni Versace: American Crime Story (The Assassination of Gianni Versace: American Crime Story) – serie TV (2018)
- Lip Sync Battle – programma televisivo, episodio 5x02 (2019)
- Hollywood – miniserie TV, 7 episodi (2020)
- Royalties – webserie, 10 episodi (2020)
- Muppets Haunted Mansion - La casa stregata (Muppets Haunted Mansion) regia di Kirk R. Thatcher – film TV (2021)
- La fantastica signora Maisel (The Marvelous Mrs. Maisel) – serie TV, episodio 5x6 (2023)

### Doppiatore
- Archer – serie animata, episodio 2x09 (2011)
- The Cleveland Show – serie animata, episodio 3x19 (2012)
- Si alza il vento (風立ちぬ), regia di Hayao Miyazaki (2013)
- La storia della Principessa Splendente (かぐや姫の物語), regia di Isao Takahata (2013)
- Transformers: Robots in Disguise – serie animata, 63 episodi (2015-2017)
- Batman vs. Teenage Mutant Ninja Turtles, regia di Jake Castorena (2019)
- Rick and Morty – serie animata, episodi 5x05, 5x06, 5x07 (2021)
- Prosciutto e uova verdi (Green Eggs and Ham) – serie animata, 7 episodi (2022)
- Hazbin Hotel – serie animata, episodio 1x06 (2024)
- Justice League - Crisi sulle Terre infinite (Justice League: Crisis on Infinite Earths), regia di Jeff Wamester (2024)
- Beastars – serie animata (2024-in corso)

### Video musicali
- Kangaroo Court dei Capital City
- Last Friday Night (T.G.I.F.) di Katy Perry
- Already Home dei A Great Big World
- My Sweet Lord di George Harrison

## Programmi televisivi
- Teen Choice Awards 2013 – programma TV (2013) - conduttore
- Tony Awards – programma TV (2015) - conduttore

## Teatro
- Fanny (1997)
- Do I Hear a Waltz? (1998)
- Babes in Arms (1999)
- Shed a Little Light: The Music of James Taylor (2005)
- Paper Canoes (2006)
- A Very Potter Musical (2009)
- Me and My Dick (2009)
- A Very Potter Sequel (2010)
- How to Succeed in Business Without Really Trying (2012)
- A Very Potter Senior Year (2013)
- Hedwig and the Angry Inch (2015)
- American Buffalo (2022)
- La piccola bottega degli orrori (2024)
- Maybe Happy Ending (2024)

## Discografia

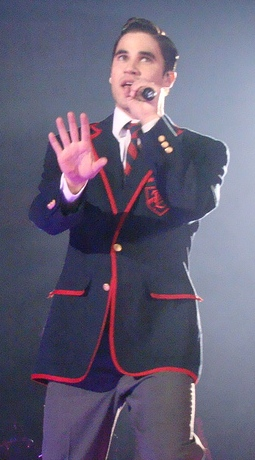
Darren Criss nel ruolo di Blaine Anderson durante il Glee Tour del 2011

### Album
- 2021 – A Very Darren Crissmas

### Extended play
- 2010 – Human
- 2017 – Homework
- 2021 - Masquerade

### Con gli Starkid
- 2009 – Little White Lie
- 2009 – A Very Potter Musical
- 2010 – Me and My Dick
- 2010 – A Very StarKid Album
- 2010 – A Very Potter Sequel
- 2011 – Starship
- 2012 – The Space Tour
- 2012 – Apocalyptour
- 2012 – A Very StarKid Senior Year

### Con i Computer Games
- 2017 – Lost Boys Life

### Altri brani
- 2008 – Skin and Bones (con Charlene Kaye)
- 2011 – Dress and Tie (con Charlene Kaye)
- 2012 – New Morning

## Tournée
- 2013 – Listen Up Tour
- 2018 – The LM/DC Tour

## Riconoscimenti
- Emmy Award
  - Outstanding Original Music and Lyrics per This Time in Glee (2015) – candidatura
  - Migliore attore protagonista in una miniserie o film per American Crime Story (2018)
- Golden Globe
  - Best Actor – Miniseries or Television Film per American Crime Story (2018)
- Screen Actors Guild Award
  - Outstanding Performance by an Ensemble in a Comedy Series per Glee (2012) – candidatura
  - Outstanding Performance by an Ensemble in a Comedy Series per Glee (2013) – candidatura
  - Outstanding Performance by a Male Actor in a Miniseries or Television Movie per American Crime Story (2018)
- Teen Choice Awards
  - Choice TV: Breakout Star per Glee (2011)
- Tony Award
  - 2025 – Miglior attore protagonista in un musical per Maybe Happy Ending [11]
- People's Choice Award
  - Favourite Comedic TV Actor per Glee (2013) – candidatura
  - Favourite TV Bromance (con Chord Overstreet) (2013) – candidatura
  - Favourite On-Screen Chemistry (con Chris Colfer) (2013) – candidatura
- Dorian Award
  - Rising Star per Glee (2011)
  - TV Musical Performance of the Year per Glee (2013) – candidatura
- MTV Movie & TV Award
  - Best Performance in a Show per American Crime Story (2018) – candidatura
- Giffoni Film Festival
  - Experience Award (2015)

## Doppiatori italiani
Nelle versioni in italiano delle opere in cui ha recitato, Darren Criss è stato doppiato da:
- Nanni Baldini in Cold Case - Delitti irrisolti, Glee, Glee: The 3D Concert Movie, American Horror Story, Supergirl, The Flash, Hollywood, La fantastica signora Maisel
- Luca Mannocci in Imogene - Le disavventure di una newyorkese
- Federico Viola in American Crime Story
- Flavio Aquilone in Eastwick
- Gabriele Vender in Midway

Da doppiatore è stato sostituito da:
- Alex Polidori in Hazbin Hotel